# 阿普伊萬峰
46°8′41″S 71°54′32″W / 46.14472°S 71.90889°W
阿普伊萬峰（西班牙語：Cerro Ap Iwan）是南美洲的山峰，位於阿根廷和智利接壤的邊境，處於聖克魯斯省和卡雷拉將軍省，屬於安第斯山脈的一部分，海拔高度2,307米。